# Percy Barnevik
Percy Nils Barnevik, né le 13 février 1941 à Simrishamn (Suède) et mort le 18 juillet 2025 à Bromma, est un homme d'affaires suédois. 
Il est surtout connu en tant que PDG d'Asea Brown Boveri (de 1988 à 2002), une société qu'il crée lors d'une fusion-acquisition en 1988. Par ses activités professionnelles, il est comparé à Jack Welch, PDG de General Electric.

## Biographie
Percy Nils Barnevik naît le 13 février 1941 à Simrishamn dans le comté de Skåne en Suède. Il est le cadet d'une famille de trois enfants. Il grandit à Uddevalla, au nord de Göteborg où ses parents possèdent une petite entreprise d'impression. Il participe régulièrement à des courses de yacht et affirme que les expériences de son enfance influencent ses décisions d'affaires. 
Barnevik obtient le diplôme du Gothenburg School of Economics and Commercial Law de l'université de Göteborg et de la Stanford Graduate School of Business. 
Il commence sa carrière professionnelle dans la société suédoise Datema, mais change rapidement pour Sandvik, à cause de meilleures perspectives professionnelles. De 1969 à 1970, il engage plus de 150 personnes pour le compte de Sandvik. Il profite aussi de sa présence chez Sandvik pour augmenter son réseau d'affaires. En 1975, il est nommé directeur général des opérations américaines de Sandvik (Sandvik Steel). Durant les quatre années suivantes, le chiffre d'affaires de la branche américaine triple en passant à 250 millions de dollars américains et l'entreprise fait des profits. Sous sa direction, Sandvik entre en compétition avec des géants industriels américains, tels que General Electric et U.S. Steel.
En 1979, il rejoint ASEA, une entreprise suédoise spécialisée en métallurgie lourde. Il occupe le poste de président-directeur général (PDG) d'ASEA de 1980 à 1987. En 1987, il décide de fusionner les activités d'ASEA avec celles de son compétiteur suisse Brown Boveri Ltd. Ce fut la plus grosse fusion-acquisition à cette époque[réf. nécessaire].
Il occupe le poste de PDG d'Asea Brown Boveri (ABB) de 1988 à 1996. 
Il occupe aussi le poste de président du conseil d'administration de Sandvik (de 1983 à 2002), de Skanska (de 1992 à 1997), de Investor AB (de 1997 à 2002), de AstraZeneca (de 1999 à 2004), de ABB (de 1997 à 2001). Il est membre du conseil d'administration de duPont (de 1991 à 1998). Il participe aussi régulièrement aux activités de Bilderberg (de 1992 à 2001).
Durant ses huit années à la tête d'ASEA et des neuf autres années comme PDG d'ABB, la valeur du titre de la société est multipliée par 87. Les profits nets sont multipliés par 60 et les ventes par 30. Pour ces raisons, Barnevik reçoit une prime de 148 millions de francs suisses lorsqu'il se retire du poste de PDG en 1996. En 2002, sous la direction d'un autre PDG, la valeur mobilière d'ABB est passée de 54,50 francs suisses en 2000 à environ 15 francs suisses. Barnevik reconnaît qu'il est en partie responsable de cette diminution. Il accepte de restituer la moitié de la prime reçue et démissionne du conseil d'administration,.
Il est récipiendaire de sept doctorats honoris causa,.
Il meurt le 18 juillet 2025 des suites d'un accident vasculaire cérébral à l'âge de 84 ans, à Bromma.